# Unnao (huyện)
Huyện Unnao là một huyện thuộc bang Uttar Pradesh, Ấn Độ. Thủ phủ huyện Unnao đóng ở Unnao. Huyện Unnao có diện tích 4558 ki lô mét vuông. Đến thời điểm năm 2001, huyện Unnao có dân số 2700426 người.